# Barebox
Barebox è un boot loader utilizzato nei dispositivi embedded. È un software libero rilasciato sotto la sola licenza GPL-2.0  disponibile per diverse architetture di computer, tra cui ARM, x86, MIPS e RISC-V.
Supporta una varietà di file system  tra cui FAT, NFS, SquashFS, offrendo quindi una grande flessibilità nella gestione dei dati e nella configurazione del sistema.

## Storia
Il progetto Barebox è nato a luglio 2007 quale fork di Das U-Boot e con il nome di u-boot-v2. L'obiettivo era creare un boot loader più flessibile e personalizzabile, ispirandosi alla struttura e agli strumenti tipici di Linux.
Sfortunatamente, non è possibile fornire una data precisa per il cambio di nome da u-boot-v2 a Barebox. Il motivo principale è che questo passaggio non è stato un evento improvviso ma piuttosto un processo graduale avvenuto nel corso del tempo. Man mano che le funzionalità e le differenze rispetto al progetto originale crescevano, il nome "Barebox" si è affermato come identificativo più preciso e ha iniziato a essere utilizzato sempre più frequentemente.
Possiamo quindi affermare che a segnare il passaggio definitivo dal nome u-boot-v2 a Barebox sia ufficialmente avvenuto con il rilascio della prima versione ufficiale di Barebox del 2009.

## Impiego
Essendo un bootloader altamente versatile e configurabile, Barebox, viene utilizzato in una vasta gamma di dispositivi  tra cui troviamo:
- Schede Single Board Computer (SBC): Barebox è comunemente utilizzato su schede come Raspberry Pi, BeagleBone e altre simili, per avviare sistemi operativi come Linux.
- Router e switch: Viene impiegato in dispositivi di rete per avviare firmware personalizzati e gestire le configurazioni iniziali.
- Dispositivi IoT: Barebox può essere trovato in una varietà di dispositivi IoT, dai sensori intelligenti ai gateway, per avviare sistemi operativi leggeri e gestire le comunicazioni.
- Sistemi di controllo industriale: Viene utilizzato in applicazioni industriali per avviare sistemi di controllo real-time e gestire l'interfaccia con l'hardware.
- Dispositivi medici: Barebox può essere trovato in dispositivi medici come apparecchiature per la diagnostica, per avviare sistemi operativi sicuri e affidabili.
- Sistemi di storage: Viene utilizzato in dispositivi di storage come NAS e SAN per avviare i sistemi operativi e gestire le configurazioni.